# Panhard-Genty 24 HP
La Panhard-Genty 24 HP est le premier véhicule militaire réalisé sur un châssis Panhard en 1906.

## Historique

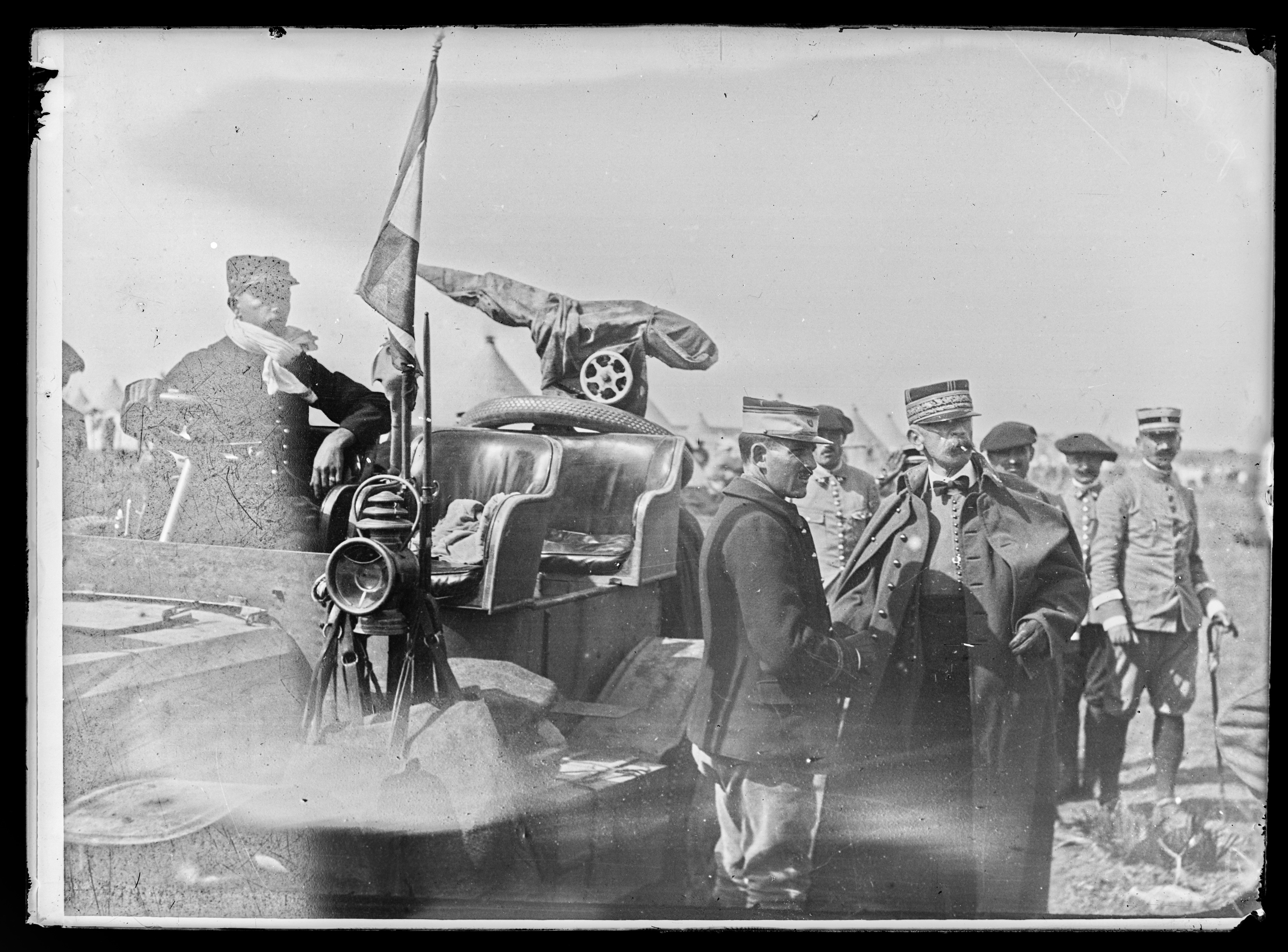
Le général Lyautey à côté d'une Panhard-Genty au Maroc en 1913.

La Panhard 24 HP est acquise par le ministère de la Guerre en 1904, pour expérimenter les capacités militaires des automobiles et particulièrement pour la reconnaissance. À la suite des manœuvres militaires de septembre 1905, le capitaine Genty est autorisé à installer des supports de mitrailleuse sur la Panhard 24 HP, dont il est le pilote. Après transformation en 1906, la Panhard-Genty 24 HP est envoyée en décembre 1907 au Maroc et mise en service sur les confins algéro-marocains. Le général Maurice Bailloud du 19e corps d'armée d'Algérie réclame de nouveaux engins. Des voitures Clément-Bayard sont expédiées en 1908 et 1910 et se révèlent peu adaptées. Trois Panhard 24 HP sont alors à nouveau livrées en 1911.

## Description
La Panhard 24 HP est un véhicule haut sur roues et de petite taille adapté aux cheminements difficiles. Le châssis en bois renforcé de métal apporte souplesse et résistance aux chocs. Le moteur est à l'avant, suivi du poste du chauffeur puis du mitrailleur installé à l'arrière de la voiture. Deux supports de mitrailleuse sont présents, un derrière le chauffeur et l'autre à l'arrière du véhicule. Le siège du tireur est placé sur pivot et permet à ce dernier de changer de secteur de tir selon la situation de combat. Cette voiture est équipée de mitrailleuses 8 mm Hotchkiss Mle 1900 mises en service dans les troupes coloniales et approvisionnées à 2 160 cartouches,.

#### Photographies
- Armored cars in the WWI. Panhard-Genty Machine Gun Car. Modification of 1912 on the Panhard 24 HP Model 1907. The Camp of the Foreign Legion, Ain Fritissa, Morocco, ca. 1913. -
- Site russe sur la Panhard-Genty 24 HP -